# Giovanola
Giovanola Freres SA era un'azienda svizzera specializzata nella costruzione e realizzazione di attrazioni per parchi divertimento. Sebbene fosse nota maggiormente per quello, costruiva anche centrali elettriche, serbatoi di stoccaggio dell'acqua, condutture, ponti autostradali e molti altri prodotti in acciaio. Inoltre, Giovanola costruì alcuni sottomarini, tra cui l'Auguste Piccard, il Ben Franklin e il F.-A. Forel.
Lo stile dei binari che Giovanola utilizzava per le sue montagne russe è molto somigliante a quello che tuttora adopera l'azienda svizzera Bolliger & Mabillard. Questo è dovuto principalmente al fatto che Giovanola era strettamente correlata con quest'ultima società, a cui forniva i pezzi d'acciaio modellati, utilizzati da essa in seguito per la realizzazione dei circuiti delle sue montagne russe.

## Storia
La società nacque come piccolo negozio di forgiatura di metalli, fondato da Joseph Giovanola nel 1888. Entrati nel settore dei parchi divertimento, cominciò a servire come subappaltatrice di Intamin, fornendo a quest'ultima giostre e montagne russe. Nel 1998 Giovanola iniziò a commercializzare direttamente sotto il nome di Giovanola Amusement Rides Worldwide. La società aveva sede a Monthey, in Svizzera. Durante gli ultimi anni di attività, Giovanola ha modellato l'acciaio per conto di aziende come Intamin e Bolliger & Mabillard. Dal 1998 al 2001, la società cominciò a costruire le sue vere e proprie attrazioni e montagne russe.
Nel 2001 Giovanola presentò domanda di tutela giudiziaria dopo il completamento di Titan a Six Flags Over Texas, che sarebbe stata la sua ultima creazione, lasciando così l'attività di costruzione di montagne russe. La società è fallita completamente nel 2004.

## Installazioni

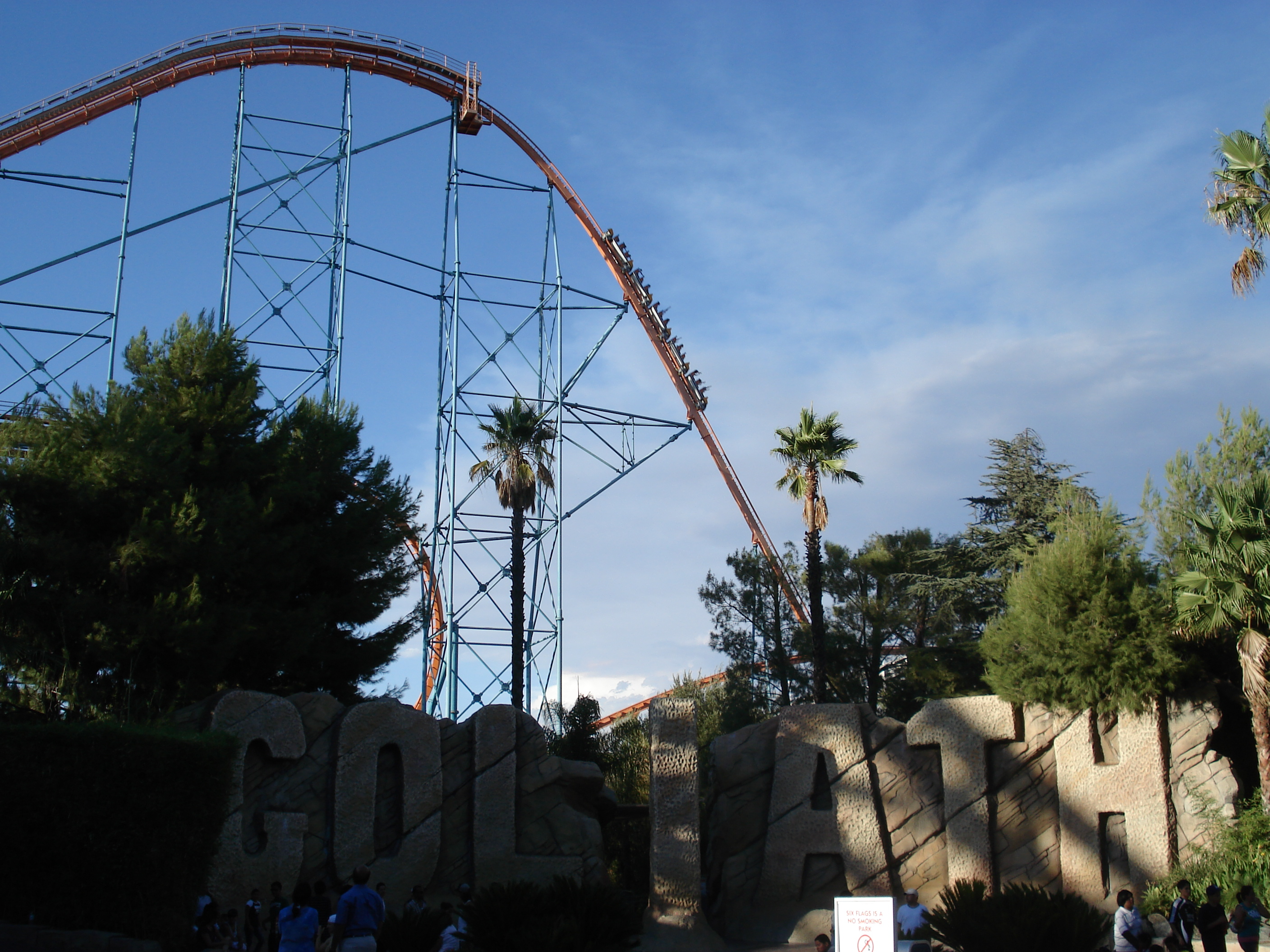
Goliath a Six Flags Magic Mountain

Giovanola, nel corso della sua attività, ha costruito un totale di 3 montagne russe in tutto il mondo. Giovanola è stata anche subappaltatrice di altre 22 montagne russe.
| Nome     | Modello          | Parco                    | Stato       | Apertura | Status    | Fonte |
| -------- | ---------------- | ------------------------ | ----------- | -------- | --------- | ----- |
| Anaconda | Inverted Coaster | Gold Reef City           | Sud Africa  | 1999     | Operativa | [ 4 ] |
| Goliath  | Hyper Coaster    | Six Flags Magic Mountain | Stati Uniti | 2000     | Operativa | [ 5 ] |
| Titan    | Hyper Coaster    | Six Flags Over Texas     | Stati Uniti | 2001     | Operativa | [ 6 ] |